# Egon Uhlig
Fritz Egon Uhlig (* 8. November 1929; † 21. Juni 2009) war ein deutscher Chemiker, der für Beiträge zur Komplexchemie bekannt war und Hochschullehrer für Anorganische Chemie an der Friedrich-Schiller-Universität Jena war. 

## Leben
Uhlig wurde 1954 in Leipzig bei Leopold Wolf promoviert (Über aromatische Ester und Aether des Triäthanolamins und des Tetraäthanolammoniumhydroxyds) mit einem Thema aus der Komplexchemie. Er habilitierte sich 1960 an der Universität Leipzig (Struktur und komplexchemisches Verhalten der 2,5-Diaminoterephthalsäure und ihrer Derivate) und wurde 1962 Professor für Anorganische Chemie in Jena. 1995 wurde er emeritiert.
Er befasste sich insbesondere mit messender Komplexchemie (besonders von Nebengruppenelementen) und Einfluss von räumlicher Anordnung und Elektronenkonfiguration auf die Struktur und Reaktion von Komplexen. Seine Forschung fand auch Anwendung in der Katalyse und bei der Extraktion von Metallen. Er leitete den Bereich Komplexchemie im Forschungsprogramm der DDR.
1990 organisierte er die 28th International Conference on Coordinate Chemistry (ICCC) in Gera.
Er war seit 1978 korrespondierendes Mitglied der Akademie der Wissenschaften der DDR und Mitglied der Leibniz-Sozietät. 1983 erhielt er die Clemens-Winkler-Medaille und 1985 die Ehrenmedaille der Technischen Hochschule in Bratislava. 1993 erhielt er die Hanus-Medaille der Tschechischen Chemischen Gesellschaft. Er war Mitherausgeber der Zeitschrift für Allgemeine und Anorganische Chemie.
Er war Präsident der Philharmonischen Gesellschaft in Jena.

## Schriften
- mit Karl-Heinz Thiele und anderen: Reaktionsverhalten und Syntheseprinzipien, Weinheim: Verlag Chemie 1973
  - auch erschienen bei Deutscher Verlag für Grundstoffindustrie, Leipzig, 4. Auflage, 1989